# Deciméteres hullámú műsorszórás
A  deciméteres hullámú műsorszórás a deciméteres hullámú rádiófrekvenciás sávba tartozó rádióhullámok tömegtájékoztatásra történő felhasználása. Olyan rádiótávközlési szolgálat, amelynek adásai a nagyközönség általi közvetlen vételre szolgálnak; ez a szolgálat magában foglalhatja hangok sugárzását, egyéb természetű adásokat. Az ITU erre a célra egy meghatározott sávrészt osztott ki. A deciméteres műsorszórás céljára kiosztott frekvenciatartomány az eltérő ITU régiókban kis mértékben eltér.
A deciméteres hullámokon a műsorszóró sávblokkokat leginkább televíziós műsorszórásra használják. Régebben kizárólag analóg televíziós sugárzásra voltak műsorszóró sávblokkok kijelölve, napjainkban a digitális technika megjelenésével az analóg rendszerű műsorszórást leállították. A régi műsorszórós blokkot digitális televízióműsorszórásra ( DVB-T ) jelölték ki, valamint a sáv egy részében digitális rádióműsor ( DAB, DRM ) szórására is jelöltek ki sávblokkot.

## A deciméteres hullámú sáv nemzetközisávterveműsorszórás céljára[2]
| ITU 1 | ITU 2                                                                                                 | ITU 3                                                                        |
| --- | --- | ---------------------------------------------------------------------------- |
| 470–694 MHz 1. MŰSORSZÓRÁS                                                                                 | 470–512 MHz 1. MŰSORSZÓRÁS 2. Állandóhelyű 3. Mozgó                                                   | 470–585 MHz 1. ÁLLANDÓHELYŰ 2. MOZGÓ 5.296A 3. MŰSORSZÓRÁS                   |
| 470–694 MHz 1. MŰSORSZÓRÁS                                                                                 | 512–608 MHz 1. MŰSORSZÓRÁS                                                                            | 470–585 MHz 1. ÁLLANDÓHELYŰ 2. MOZGÓ 5.296A 3. MŰSORSZÓRÁS                   |
| 470–694 MHz 1. MŰSORSZÓRÁS                                                                                 | 608–614 MHz 1. RÁDIÓCSILLAGÁSZAT 2. Műholdas mozgó, a műholdas légi mozgó (Föld–űr irány) kivételével | 585–610 MHz 1. ÁLLANDÓHELYŰ 2. MOZGÓ 5.296A 3. MŰSORSZÓRÁS 4. RÁDIÓNAVIGÁCIÓ |
| 470–694 MHz 1. MŰSORSZÓRÁS                                                                                 | 614–698 MHz 1. MŰSORSZÓRÁS 2. Állandóhelyű 3. Mozgó                                                   | 585–610 MHz 1. ÁLLANDÓHELYŰ 2. MOZGÓ 5.296A 3. MŰSORSZÓRÁS 4. RÁDIÓNAVIGÁCIÓ |
| 694–790 MHz 1. MOZGÓ, a légi mozgó kivételével 5.312A 5.317A 2. MŰSORSZÓRÁS                                | 610–890 MHz 1. ÁLLANDÓHELYŰ 2. MOZGÓ 5.296A 5.313A 5.317A 3. MŰSORSZÓRÁS                              |                                                                              |
| 694–790 MHz 1. MOZGÓ, a légi mozgó kivételével 5.312A 5.317A 2. MŰSORSZÓRÁS                                | 610–890 MHz 1. ÁLLANDÓHELYŰ 2. MOZGÓ 5.296A 5.313A 5.317A 3. MŰSORSZÓRÁS                              | 698–806 MHz 1. MOZGÓ 5.317A 2. MŰSORSZÓRÁS 3. Állandóhelyű                   |
| 790–862 MHz 1. ÁLLANDÓHELYŰ 2. MOZGÓ, a légi mozgó kivételével 5.316B 5.317A 3. MŰSORSZÓRÁS                | 610–890 MHz 1. ÁLLANDÓHELYŰ 2. MOZGÓ 5.296A 5.313A 5.317A 3. MŰSORSZÓRÁS                              |                                                                              |
| 806–890 MHz 1. ÁLLANDÓHELYŰ 2. MOZGÓ 5.317A 3. MŰSORSZÓRÁS                                                 | 610–890 MHz 1. ÁLLANDÓHELYŰ 2. MOZGÓ 5.296A 5.313A 5.317A 3. MŰSORSZÓRÁS                              |                                                                              |
| 862–890 MHz 1. ÁLLANDÓHELYŰ 2. MOZGÓ, a légi mozgó kivételével 5.317A 3. MŰSORSZÓRÁS 5.322                 | 610–890 MHz 1. ÁLLANDÓHELYŰ 2. MOZGÓ 5.296A 5.313A 5.317A 3. MŰSORSZÓRÁS                              |                                                                              |
| 890–942 MHz 1. ÁLLANDÓHELYŰ 2. MOZGÓ, a légi mozgó kivételével 5.317A 3. MŰSORSZÓRÁS 5.322 4. Rádiólokáció | 890–902 MHz 1. ÁLLANDÓHELYŰ 2. MOZGÓ, a légi mozgó kivételével 5.317A 3. Rádiólokáció                 | 890–942 MHz 1. ÁLLANDÓHELYŰ 2. MOZGÓ 5.317A 3. MŰSORSZÓRÁS 4. Rádiólokáció   |
| 890–942 MHz 1. ÁLLANDÓHELYŰ 2. MOZGÓ, a légi mozgó kivételével 5.317A 3. MŰSORSZÓRÁS 5.322 4. Rádiólokáció | 902–928 MHz 1. ÁLLANDÓHELYŰ 2. Amatőr 3. Mozgó, a légi mozgó kivételével 5.325A 4. Rádiólokáció       | 890–942 MHz 1. ÁLLANDÓHELYŰ 2. MOZGÓ 5.317A 3. MŰSORSZÓRÁS 4. Rádiólokáció   |
| 890–942 MHz 1. ÁLLANDÓHELYŰ 2. MOZGÓ, a légi mozgó kivételével 5.317A 3. MŰSORSZÓRÁS 5.322 4. Rádiólokáció | 928–942 MHz 1. ÁLLANDÓHELYŰ 2. MOZGÓ, a légi mozgó kivételével 5.317A 3. Rádiólokáció                 | 890–942 MHz 1. ÁLLANDÓHELYŰ 2. MOZGÓ 5.317A 3. MŰSORSZÓRÁS 4. Rádiólokáció   |
| 942–960 MHz 1. ÁLLANDÓHELYŰ 2. MOZGÓ, a légi mozgó kivételével 5.317A 3. MŰSORSZÓRÁS 5.322                 | 942–960 MHz 1. ÁLLANDÓHELYŰ 2. MOZGÓ 5.317A                                                           | 942–960 MHz 1. ÁLLANDÓHELYŰ 2. MOZGÓ 5.317A 3. MŰSORSZÓRÁS                   |

- 5.322 - Az 1. Körzetben a 862-960 MHz sávban a műsorszóró szolgálat állomásai csak az Afrikai Műsorszóró Övezetben (lásd az 5.10-5.13 Bekezdést) – Algéria, Burundi, Egyiptom, Spanyolország, Lesotho, Líbia, Marokkó, Malawi, Namíbia, Nigéria, a Dél-afrikai Köztársaság, Tanzánia, Zimbabwe és Zambia kivételével – üzemeltethetők, a 9.21 Bekezdés szerint megszerzett egyetértéstől függően. (WRC‑12)

| ITU 1 | ITU 2 | ITU 3 |
| --- | --- | --- |
| 1452–1492 MHz 1. ÁLLANDÓHELYŰ 2. MOZGÓ, a légi mozgó kivételével 5.346 3. MŰSORSZÓRÁS 4. MŰHOLDAS MŰSORSZÓRÁS 5.208B | 1452–1492 MHz 1. ÁLLANDÓHELYŰ 2. MOZGÓ 5.341B 5.343 5.346A 3. MŰSORSZÓRÁS 4. MŰHOLDAS MŰSORSZÓRÁS 5.208B | 1452–1492 MHz 1. ÁLLANDÓHELYŰ 2. MOZGÓ 5.341B 5.343 5.346A 3. MŰSORSZÓRÁS 4. MŰHOLDAS MŰSORSZÓRÁS 5.208B |

- 5.208B - frekvenciasávban a 739. (Rev.WRC‑19) Határozatot alkalmazni kell. (WRC‑19)

| ITU 1 | ITU 2 | ITU 3 |
| --- | --- | --- |
| 2520–2655 MHz 1. ÁLLANDÓHELYŰ 5.410 2. MOZGÓ, a légi mozgó kivételével 5.384A 3. MŰHOLDAS MŰSORSZÓRÁS 5.413 5.416                                                                                       | 2520–2655 MHz 1. ÁLLANDÓHELYŰ 5.410 2. MŰHOLDAS ÁLLANDÓHELYŰ (űr–Föld irány) 5.415 3. MOZGÓ, a légi mozgó kivételével 5.384A 4. MŰHOLDAS MŰSORSZÓRÁS 5.413 5.416                                                                                                | 2520–2535 MHz 1. ÁLLANDÓHELYŰ 5.410 2. MŰHOLDAS ÁLLANDÓHELYŰ (űr–Föld irány) 5.415 3. MOZGÓ, a légi mozgó kivételével 5.384A 4. MŰHOLDAS MŰSORSZÓRÁS 5.413 5.416                                                                                       |
| 2520–2655 MHz 1. ÁLLANDÓHELYŰ 5.410 2. MOZGÓ, a légi mozgó kivételével 5.384A 3. MŰHOLDAS MŰSORSZÓRÁS 5.413 5.416                                                                                       | 2520–2655 MHz 1. ÁLLANDÓHELYŰ 5.410 2. MŰHOLDAS ÁLLANDÓHELYŰ (űr–Föld irány) 5.415 3. MOZGÓ, a légi mozgó kivételével 5.384A 4. MŰHOLDAS MŰSORSZÓRÁS 5.413 5.416                                                                                                | 2535–2655 MHz 1. ÁLLANDÓHELYŰ 5.410 2. MOZGÓ, a légi mozgó kivételével 5.384A 3. MŰHOLDAS MŰSORSZÓRÁS 5.413 5.416 |
| 2655–2670 MHz 1. ÁLLANDÓHELYŰ 5.410 2. MOZGÓ, a légi mozgó kivételével 5.384A 3. MŰHOLDAS MŰSORSZÓRÁS 5.208B 5.413 5.416 4. Műholdas Föld-kutatás (passzív) 5. Rádiócsillagászat 6. Űrkutatás (passzív) | 2655–2670 MHz 1. ÁLLANDÓHELYŰ 5.410 2. MŰHOLDAS ÁLLANDÓHELYŰ (Föld–űr irány) (űr–Föld irány) 5.415 3. MOZGÓ, a légi mozgó kivételével 5.384A 4. MŰHOLDAS MŰSORSZÓRÁS 5.413 5.416 5. Műholdas Föld-kutatás (passzív) 6. Rádiócsillagászat 7. Űrkutatás (passzív) | 2655–2670 MHz 1. ÁLLANDÓHELYŰ 5.410 2. MŰHOLDAS ÁLLANDÓHELYŰ (Föld–űr irány) 5.415 3. MOZGÓ, a légi mozgó kivételével 5.384A 4. MŰHOLDAS MŰSORSZÓRÁS 5.208B 5.413 5.416 5. Műholdas Föld-kutatás (passzív) 6. Rádiócsillagászat 7. Űrkutatás (passzív) |

- 5.413 - A 2500 MHz és a 2690 MHz közötti sávokban üzemelő műholdas műsorszóró rendszerek megtervezésekor kívánatos, hogy az igazgatások minden szükséges intézkedést megtegyenek a rádiócsillagászati szolgálat 2690−2700 MHz sávon belüli védelmére.
- 5.416 - A 2520−2670 MHz sávnak a műholdas műsorszóró szolgálat általi használata közösségi vételre szolgáló nemzeti és körzeti rendszerekre korlátozódik, és ez a használat a 9.21 Bekezdés szerint megszerzett egyetértéstől függően lehetséges. A 9.19 Bekezdés rendelkezéseit ebben a sávban az igazgatásoknak két- és többoldalú tárgyalásaik során alkalmazniuk kell. (WRC‑07)

## A deciméteres hullámú sávban történő műsorszórás magyarországisávterve[3]
| 470–608 MHz | 470–608 MHz | 470–608 MHz | 470–608 MHz                                                                              | 470–608 MHz                                                                     | 470–608 MHz | 470–608 MHz | 470–608 MHz                                                        |
| ----------- | ----------- | ----------- | ---------------------------------------------------------------------------------------- | ------------------------------------------------------------------------------- | --- | --- | ------------------------------------------------------------------ |
| MŰSORSZÓRÁS |             | P           |                                                                                          |                                                                                 | Földfelszíni digitális televízió-műsorszórás                                                                                                 | GE06 ITU-R BT.419-3, BT.1368-13 (EU) 2017/899 T/R 51-01 MSZ EN 302 296, MSZ EN 303 340 MSZ EN 303 354              | A sávban kizárólag elektronikus hírközlési szolgáltatás nyújtható. |
| MŰSORSZÓRÁS | 1           | P           | K                                                                                        | DVB-T                                                                           | | |                                                                    |
| MŰSORSZÓRÁS | 1           | P           | K                                                                                        | DVB-T2                                                                          | ITU-R BT.2033-1 | |                                                                    |
|             |             | N           | 2                                                                                        | K                                                                               | Katonai állandóhelyű rendszerek a 472–476 MHz sávban                                                                                         | |                                                                    |
| NJÖ         | 2           | N           | K                                                                                        | Katonai mozgó rendszerek a 472–476 MHz sávban                                   | | |                                                                    |
|             | P           |             |                                                                                          | Földi mozgószolgálat keretében rádió- és televízióhíranyag-átvitel              | ITU-R SM.329-12, SM.1045-1, SM.1138-3 | Területi korlátozás Szerkesztetlen műsorátvitelnél kódolási technikát kell alkalmazni. Teljesítmény: max. 10 W ERP |                                                                    |
| 2           | P           | K           | Televízióhíranyag-átvitel                                                                |                                                                                 | | |                                                                    |
| 2           | P           | K           | Rádióhíranyag-átvitel                                                                    | ERC/REC 25-10 MSZ EN 300 454-2                                                  | | |                                                                    |
| PN          | 3           | K           | Vezetéknélküli hangfrekvenciás PMSE berendezéssel megvalósított alkalmazások             | (EU) 2017/899 ERC/REC 25-10 MSZ EN 300 422-1, MSZ EN 300 422-2 MSZ EN 300 422-3 | Az alkalmazások legalább 2030. december 31-ig használhatók. Teljesítmény: max. 50 mW ERP Egyedi engedélyezési kötelezettség alól mentesítve. | |                                                                    |
| PN          |             |             | SRD                                                                                      |                                                                                 | 3. melléklet 9.1. pont | |                                                                    |
| PN          | 3           | K           | Rádiómeghatározó alkalmazások                                                            | 3. melléklet 9.7.2. pont                                                        | | |                                                                    |
| PN          | 3           | K           | Rádiómikrofon alkalmazások és vezetéknélküli audio- és multimédia-streaming alkalmazások | 3. melléklet 9.11.2. pont                                                       | | |                                                                    |

| 608–614 MHz       | 608–614 MHz | 608–614 MHz | 608–614 MHz                                                                              | 608–614 MHz                                                                     | 608–614 MHz | 608–614 MHz                                                                                           | 608–614 MHz |
| ----------------- | ----------- | ----------- | ---------------------------------------------------------------------------------------- | ------------------------------------------------------------------------------- | --- | --- | --- |
| MŰSORSZÓRÁS       | 5.149       | P           |                                                                                          |                                                                                 | Földfelszíni digitális televízió-műsorszórás                                                                                                 | GE06 ITU-R BT.419-3, BT.1368-13 (EU) 2017/899 T/R 51-01 MSZ EN 302 296, MSZ EN 303 340 MSZ EN 303 354 | A sávban kizárólag elektronikus hírközlési szolgáltatás nyújtható.                                                 |
| MŰSORSZÓRÁS       | 5.149       | P           | 1                                                                                        | K                                                                               | DVB-T | | |
| MŰSORSZÓRÁS       | 5.149       | P           | 1                                                                                        | K                                                                               | DVB-T2 | ITU-R BT.2033-1                                                                                       | |
| Rádiócsillagászat | 5.306       | P           | 2                                                                                        | K                                                                               | Rádiócsillagászat alkalmazásai | | |
|                   |             | P           |                                                                                          |                                                                                 | Földi mozgószolgálat keretében rádió- és televízióhíranyag-átvitel                                                                           | ITU-R SM.329-12, SM.1045-1, SM.1138-3                                                                 | Területi korlátozás Szerkesztetlen műsorátvitelnél kódolási technikát kell alkalmazni. Teljesítmény: max. 10 W ERP |
| 2                 | K           | P           | Televízióhíranyag-átvitel                                                                |                                                                                 | | | |
| 2                 | K           | P           | Rádióhíranyag-átvitel                                                                    | ERC/REC 25-10 MSZ EN 300 454-2                                                  | | | |
| PN                | 3           | K           | Vezetéknélküli hangfrekvenciás PMSE berendezéssel megvalósított alkalmazások             | (EU) 2017/899 ERC/REC 25-10 MSZ EN 300 422-1, MSZ EN 300 422-2 MSZ EN 300 422-3 | Az alkalmazások legalább 2030. december 31-ig használhatók. Teljesítmény: max. 50 mW ERP Egyedi engedélyezési kötelezettség alól mentesítve. | | |
| PN                |             |             | SRD                                                                                      |                                                                                 | 3. melléklet 9.1. pont | | |
| PN                | 3           | K           | Rádiómeghatározó alkalmazások                                                            | 3. melléklet 9.7.2. pont                                                        | | | |
| PN                | 3           | K           | Rádiómikrofon alkalmazások és vezetéknélküli audio- és multimédia-streaming alkalmazások | 3. melléklet 9.11.2. pont                                                       | | | |

- 5.306 - Járulékos felosztás: az 1. Körzetben az Afrikai Műsorszóró Övezet (lásd az 5.10−5.13 Bekezdést) kivételével, valamint a 3. Körzetben a 608−614 MHz sávot másodlagos jelleggel a rádiócsillagászati szolgálat számára is felosztották.

| 614–694 MHz | 614–694 MHz | 614–694 MHz | 614–694 MHz                                                                              | 614–694 MHz                                                                     | 614–694 MHz | 614–694 MHz                                                                                           | 614–694 MHz |
| ----------- | ----------- | ----------- | ---------------------------------------------------------------------------------------- | ------------------------------------------------------------------------------- | --- | --- | --- |
| MŰSORSZÓRÁS |             | P           |                                                                                          |                                                                                 | Földfelszíni digitális televízió-műsorszórás                                                                                                 | GE06 ITU-R BT.419-3, BT.1368-13 (EU) 2017/899 T/R 51-01 MSZ EN 302 296, MSZ EN 303 340 MSZ EN 303 354 | A sávban kizárólag elektronikus hírközlési szolgáltatás nyújtható.                                                 |
| MŰSORSZÓRÁS | 1           | P           | K                                                                                        | DVB-T                                                                           | | | |
| MŰSORSZÓRÁS | 1           | P           | K                                                                                        | DVB-T2                                                                          | ITU-R BT.2033-1 | | |
|             |             | P           |                                                                                          |                                                                                 | Földi mozgószolgálat keretében rádió- és televízióhíranyag-átvitel                                                                           | ITU-R SM.329-12, SM.1045-1, SM.1138-3                                                                 | Területi korlátozás Szerkesztetlen műsorátvitelnél kódolási technikát kell alkalmazni. Teljesítmény: max. 10 W ERP |
| 2           | K           | P           | Televízióhíranyag-átvitel                                                                |                                                                                 | | | |
| 2           | K           | P           | Rádióhíranyag-átvitel                                                                    | ERC/REC 25-10 MSZ EN 300 454-2                                                  | | | |
| PN          | 3           | K           | Vezetéknélküli hangfrekvenciás PMSE berendezéssel megvalósított alkalmazások             | (EU) 2017/899 ERC/REC 25-10 MSZ EN 300 422-1, MSZ EN 300 422-2 MSZ EN 300 422-3 | Az alkalmazások legalább 2030. december 31-ig használhatók. Teljesítmény: max. 50 mW ERP Egyedi engedélyezési kötelezettség alól mentesítve. | | |
| PN          |             |             | SRD                                                                                      |                                                                                 | 3. melléklet 9.1. pont | | |
| PN          | 3           | K           | Rádiómeghatározó alkalmazások                                                            | 3. melléklet 9.7.2. pont                                                        | | | |
| PN          | 3           | K           | Rádiómikrofon alkalmazások és vezetéknélküli audio- és multimédia-streaming alkalmazások | 3. melléklet 9.11.2. pont                                                       | | | |

2015. június 17-től a Nemzetközi Rádiószabályzat a 790-862 MHz (60-69 csatornák) sávtartomány (800 MHz-es DD1-sávrész) felhasználását elsődleges jelleggel mobil szélessáv (MBB) céljára teszi lehetővé.
2020. szeptember 05-től a Nemzetközi Rádiószabályzat a 694-790 MHz (49-60 csatornák) sávtartomány (700 MHz-es DD2-sávrész) felhasználását elsődleges jelleggel mobil szélessáv (MBB) céljára teszi lehetővé.

## A deciméteres hullámú műsorszóráshoz meghatározottadásmódok[4]
|           | ITU                                                     | 1         | 2         | 3         |
| --------- | ------------------------------------------------------- | --------- | --------- | --------- |
| Rádió     | T-DAB digitális rádióműsorszórás, sávszélesség 1,54 MHz | 1M54X7EXF | 1M54X7EXF | 1M54X7EXF |
| Televízió | Digitális televízió műsorszórás                         | 8M00X7FXF | 8M00X7FXF | 8M00X7FXF |
| Televízió | Analóg televízió hang                                   | 75K0F3EGN | 75K0F3EGN | 75K0F3EGN |
| Televízió | Analóg televízió kép                                    | 5M25C3F-- | 5M25C3F-- | 5M25C3F-- |

## Rádióműsor sugárzás a deciméteres hullámon

### Deciméteres hullámon kiosztott T-DAB csatornák
| T-DAB blokk | T-DAB blokk | blokk-középfr. (MHz) | blokk határfrfrekvenciák (MHz) | alsó védősáv (kHz) | felső védősáv (kHz) |
| száma       | jele        | blokk-középfr. (MHz) | blokk határfrfrekvenciák (MHz) | alsó védősáv (kHz) | felső védősáv (kHz) |
| ----------- | ----------- | -------------------- | ------------------------------ | ------------------ | ------------------- |
| 51          | LA          | 1452,960             | 1452,192-1453,728              | 192                | 176                 |
| 52          | LB          | 1454,672             | 1453,904-1455,440              | 176                | 176                 |
| 53          | LC          | 1456,384             | 1455,616-1457,152              | 176                | 176                 |
| 54          | LD          | 1458,096             | 1457,328-1458,864              | 176                | 176                 |
| 55          | LE          | 1459,808             | 1459,040-1460,576              | 176                | 176                 |
| 56          | LF          | 1461,520             | 1460,752-1462,288              | 176                | 176                 |
| 57          | LG          | 1463,232             | 1462,464-1464,000              | 176                | 176                 |
| 58          | LH          | 1464,944             | 1464,176-1465,712              | 176                | 176                 |
| 59          | LI          | 1466,656             | 1465,888-1467,424              | 176                | 176                 |
| 60          | LJ          | 1468,368             | 1476,600-1469,136              | 176                | 176                 |
| 61          | LK          | 1470,080             | 1469,312-1470,848              | 176                | 176                 |
| 62          | LL          | 1471,792             | 1471,024-1472,560              | 176                | 176                 |
| 63          | LM          | 1473,504             | 1472,736-1474,272              | 176                | 176                 |
| 64          | LN          | 1475,216             | 1474,448-1475,984              | 176                | 176                 |
| 65          | LO          | 1476,928             | 1476,160-1477,696              | 176                | 176                 |
| 66          | LP          | 1478,640             | 1477,872-1479,408              | 176                | 176                 |
| 67          | LQ          | 1480,352             | 1479,584-1481,120              | 176                | 176                 |
| 68          | LR          | 1482,064             | 1481,296-1482,832              | 176                | 176                 |
| 69          | LS          | 1483,776             | 1483,008-1484,544              | 176                | 176                 |
| 70          | LT          | 1485,488             | 1484,720-1486,256              | 176                | 176                 |
| 71          | LU          | 1487,200             | 1486,432-1487,968              | 176                | 176                 |
| 72          | LV          | 1488,912             | 1488,144-1489,680              | 176                | 176                 |
| 73          | LW          | 1490.624             | 1489,856-1491,392              | 176                | -                   |

## Televízióműsor sugárzása a deciméteres hullámsávon

### DVB-T/T2csatornák a deciméteres hullámú sávban
| Sávblokk      | Csatorna jele | Sávszélesség MHz | Közepes frekvencia MHz |
| ------------- | ------------- | ---------------- | ---------------------- |
| 470 - 608 MHz | E21           | 470-478          | 474                    |
| 470 - 608 MHz | E22           | 478-486          | 482                    |
| 470 - 608 MHz | E23           | 486-494          | 490                    |
| 470 - 608 MHz | E24           | 494-502          | 498                    |
| 470 - 608 MHz | E25           | 502-510          | 506                    |
| 470 - 608 MHz | E26           | 510-518          | 514                    |
| 470 - 608 MHz | E27           | 518-526          | 522                    |
| 470 - 608 MHz | E28           | 526-534          | 530                    |
| 470 - 608 MHz | E29           | 534-542          | 538                    |
| 470 - 608 MHz | E30           | 542-550          | 546                    |
| 470 - 608 MHz | E31           | 550-558          | 554                    |
| 470 - 608 MHz | E32           | 558-566          | 562                    |
| 470 - 608 MHz | E33           | 566-574          | 570                    |
| 470 - 608 MHz | E34           | 574-582          | 578                    |
| 470 - 608 MHz | E35           | 582-590          | 586                    |
| 470 - 608 MHz | E36           | 590-598          | 594                    |
| 470 - 608 MHz | E37           | 598-606          | 602                    |
| 608 -614 MHz  | E38           | 606-614*         | 610                    |
| 614 - 694 MHz | E39           | 614-622          | 618                    |
| 614 - 694 MHz | E40           | 622-630          | 626                    |
| 614 - 694 MHz | E41           | 630-638          | 634                    |
| 614 - 694 MHz | E42           | 638-646          | 642                    |
| 614 - 694 MHz | E43           | 646-654          | 650                    |
| 614 - 694 MHz | E44           | 654-662          | 658                    |
| 614 - 694 MHz | E45           | 662-670          | 666                    |
| 614 - 694 MHz | E46           | 670-678          | 674                    |
| 614 - 694 MHz | E47           | 678-686          | 682                    |
| 614 - 694 MHz | E48           | 686-694          | 690                    |
| 694 - 790 MHz | E49           | 694-702          | 698                    |
| 694 - 790 MHz | E50           | 702-710          | 706                    |
| 694 - 790 MHz | E51           | 710-718          | 714                    |
| 694 - 790 MHz | E52           | 718-726          | 722                    |
| 694 - 790 MHz | E53           | 726-734          | 730                    |
| 694 - 790 MHz | E54           | 734-742          | 738                    |
| 694 - 790 MHz | E55           | 742-750          | 746                    |
| 694 - 790 MHz | E56           | 750-758          | 754                    |
| 694 - 790 MHz | E57           | 758-766          | 762                    |
| 694 - 790 MHz | E58           | 766-774          | 770                    |
| 694 - 790 MHz | E59           | 774-782          | 778                    |
| 694 - 790 MHz | E60           | 782-790          | 786                    |
| 790 - 862 MHz | E61           | 790-798          | 794                    |
| 790 - 862 MHz | E62           | 798-806          | 802                    |
| 790 - 862 MHz | E63           | 806-814          | 810                    |
| 790 - 862 MHz | E64           | 814-822          | 818                    |
| 790 - 862 MHz | E65           | 822-830          | 826                    |
| 790 - 862 MHz | E66           | 830-838          | 834                    |
| 790 - 862 MHz | E67           | 838-846          | 842                    |
| 790 - 862 MHz | E68           | 846-854          | 850                    |
| 790 - 862 MHz | E69           | 854-862          |                        |

* 5.306 - Járulékos felosztás: az 1. Körzetben az Afrikai Műsorszóró Övezet (lásd az 5.10−5.13 Bekezdést) kivételével, valamint a 3. Körzetben a 608−614 MHz sávot másodlagos jelleggel a rádiócsillagászati szolgálat számára is felosztották.

### A deciméteres hullámsávban kiosztott digitáliskábeltelevízióscsatornák[5]
| Csatorna jele | Frekvenciatartomány (MHz) | Csatornaközépi frekvencia (MHz) |
| ------------- | ------------------------- | ------------------------------- |
| D306          | 302-310                   | 306                             |
| D314          | 310-318                   | 314                             |
| D322          | 318-326                   | 322                             |
| D330          | 326-334                   | 330                             |
| D338          | 334-342                   | 338                             |
| D346          | 342-350                   | 346                             |
| D354          | 350-358                   | 354                             |
| D362          | 358-366                   | 362                             |
| D370          | 366-374                   | 370                             |
| D378          | 374-382                   | 378                             |
| D386          | 382-390                   | 386                             |
| D394          | 390-398                   | 394                             |
| D402          | 398-406                   | 402                             |
| D410          | 406-414                   | 410                             |
| D418          | 414-422                   | 418                             |
| D426          | 422-430                   | 426                             |
| D434          | 430-438                   | 434                             |
| D442          | 438-446                   | 442                             |
| D450          | 446-454                   | 450                             |
| D458          | 454-462                   | 458                             |
| D466          | 462-470                   | 466                             |
| D474          | 470-478                   | 474                             |
| D482          | 478-486                   | 482                             |
| D490          | 486-494                   | 490                             |
| D498          | 494-502                   | 498                             |
| D506          | 502-510                   | 506                             |
| D514          | 510-518                   | 514                             |
| D522          | 518-526                   | 522                             |
| D530          | 526-534                   | 530                             |
| D538          | 534-542                   | 538                             |
| D546          | 542-550                   | 546                             |
| D554          | 550-558                   | 554                             |
| D562          | 558-566                   | 562                             |
| D570          | 566-574                   | 570                             |
| D578          | 574-582                   | 578                             |
| D586          | 582-590                   | 586                             |
| D594          | 590-598                   | 594                             |
| D602          | 598-606                   | 602                             |
| D610          | 606-614                   | 610                             |
| D618          | 614-622                   | 618                             |
| D626          | 622-630                   | 626                             |
| D634          | 630-638                   | 634                             |
| D642          | 638-646                   | 642                             |
| D650          | 646-654                   | 650                             |
| D658          | 654-662                   | 658                             |
| D666          | 662-670                   | 666                             |
| D674          | 670-678                   | 674                             |
| D682          | 678-686                   | 682                             |
| D690          | 686-694                   | 690                             |
| D698          | 694-702                   | 698                             |
| D706          | 702-710                   | 706                             |
| D714          | 710-718                   | 714                             |
| D722          | 718-726                   | 722                             |
| D730          | 726-734                   | 730                             |
| D738          | 734-742                   | 738                             |
| D746          | 742-750                   | 746                             |
| D754          | 750-758                   | 754                             |
| D762          | 758-766                   | 762                             |
| D770          | 766-774                   | 770                             |
| D778          | 774-782                   | 778                             |
| D786          | 782-790                   | 786                             |
| D794          | 790-798                   | 794                             |
| D802          | 798-806                   | 802                             |
| D810          | 806-814                   | 810                             |
| D818          | 814-822                   | 818                             |
| D826          | 822-830                   | 826                             |
| D834          | 830-838                   | 834                             |
| D842          | 838-846                   | 842                             |
| D850          | 846-854                   | 850                             |
| D858          | 854-862                   | 858                             |

### A deciméteres hullámsávban kiosztott analógkábeltelevízióscsatornák[6]
| Sáv     | Csatorna | Képvivő MHz | Hangvivő MHz |
| ------- | -------- | ----------- | ------------ |
| ESB     | S21      | 303,25      | 308,75       |
| ESB     | S22      | 311,25      | 316,75       |
| ESB     | S23      | 319,25      | 324,75       |
| ESB     | S24      | 327,25      | 332,75       |
| ESB     | S25      | 335,25      | 340,75       |
| ESB     | S26      | 343,25      | 348,75       |
| ESB     | S27      | 351,25      | 356,75       |
| ESB     | S28      | 359,25      | 364,75       |
| ESB     | S29      | 367,25      | 372,75       |
| ESB     | S30      | 375,25      | 380,75       |
| ESB     | S31      | 383,25      | 388,75       |
| ESB     | S32      | 391,25      | 396,75       |
| ESB     | S33      | 399,25      | 404,75       |
| ESB     | S34      | 407,25      | 412,75       |
| ESB     | S35      | 415,25      | 420,75       |
| ESB     | S36      | 423,25      | 428,75       |
| ESB     | S37      | 431,25      | 436,75       |
| ESB     | S38      | 439,25      | 444,75       |
| ESB     | S39      | 447,25      | 452,75       |
| ESB     | S40      | 455,25      | 460,75       |
| ESB     | S41      | 463,25      | 468,75       |
| UHF IV. | 21       | 471,25      | 476,75       |
| UHF IV. | 22       | 479,25      | 484,75       |
| UHF IV. | 23       | 487,25      | 492,75       |
| UHF IV. | 24       | 495,25      | 500,75       |
| UHF IV. | 25       | 503,25      | 508,75       |
| UHF IV. | 26       | 511,25      | 516,75       |
| UHF IV. | 27       | 519,25      | 524,75       |
| UHF IV. | 28       | 527,25      | 532,75       |
| UHF IV. | 29       | 535,25      | 540,75       |
| UHF IV. | 30       | 543,25      | 548,75       |
| UHF IV. | 31       | 551,25      | 556,75       |
| UHF IV. | 32       | 559,25      | 564,75       |
| UHF IV. | 33       | 567,25      | 572,75       |
| UHF IV. | 34       | 575,25      | 580,75       |
| UHF V.  | 35       | 583,25      | 588,75       |
| UHF V.  | 36       | 591,25      | 596,75       |
| UHF V.  | 37       | 599,25      | 604,75       |
| UHF V.  | 38       | 607,25      | 612,75       |
| UHF V.  | 39       | 615,25      | 620,75       |
| UHF V.  | 40       | 623,25      | 628,75       |
| UHF V.  | 41       | 631,25      | 636,75       |
| UHF V.  | 42       | 639,25      | 644,75       |
| UHF V.  | 43       | 647,25      | 652,75       |
| UHF V.  | 44       | 655,25      | 660,75       |
| UHF V.  | 45       | 663,25      | 668,75       |
| UHF V.  | 46       | 671,25      | 676,75       |
| UHF V.  | 47       | 679,25      | 684,75       |
| UHF V.  | 48       | 687,25      | 692,75       |
| UHF V.  | 49       | 695,25      | 700,75       |
| UHF V.  | 50       | 703,25      | 708,75       |
| UHF V.  | 51       | 711,25      | 716,75       |
| UHF V.  | 52       | 719,25      | 724,75       |
| UHF V.  | 53       | 727,25      | 732,75       |
| UHF V.  | 54       | 735,25      | 740,75       |
| UHF V.  | 55       | 743,25      | 748,75       |
| UHF V.  | 56       | 751,25      | 756,75       |
| UHF V.  | 57       | 759,25      | 764,75       |
| UHF V.  | 58       | 767,25      | 772,75       |
| UHF V.  | 59       | 775,25      | 780,75       |
| UHF V.  | 60       | 783,25      | 788,75       |
| UHF V.  | 61       | 791,25      | 796,75       |
| UHF V.  | 62       | 799,25      | 804,75       |
| UHF V.  | 63       | 807,25      | 812,75       |
| UHF V.  | 64       | 815,25      | 820,75       |
| UHF V.  | 65       | 823,25      | 828,75       |
| UHF V.  | 66       | 831,25      | 836,75       |
| UHF V.  | 67       | 839,25      | 844,75       |
| UHF V.  | 68       | 847,25      | 852,75       |
| UHF V.  | 69       | 855,25      | 860,75       |